# Cry of the Werewolf
Cry of the Werewolf é um filme de terror estadunidense dirigido por Henry Levin e estrelado por Nina Foch, Stephen Crane, Osa Massen, Blanche Yurka e Barton MacLane. Foi lançado em 17 de agosto de 1944, pela Columbia Pictures.

## Elenco
- Nina Foch ...Princesa Celeste LaTour
- Stephen Crane ...Robert 'Bob' Morris
- Osa Massen ...Elsa Chauvet
- Blanche Yurka ...Bianca
- Barton MacLane ...tenente da polícia Barry Lane

## Recepção
O New York Times afirmou que "não há absolutamente nada de original neste filme totalmente sem suspense".